# Torneo ATP de Amberes 2021
El European Open 2021 fue un torneo de tenis perteneciente al ATP Tour 2021 en la categoría ATP Tour 250. El torneo tuvo lugar en la ciudad de Amberes (Bélgica) desde el 18 hasta el 24 de octubre de 2021 sobre canchas duras.

## Distribución de puntos y premios
| Modalidad            | Campeón | Finalista | Semifinales | Cuartos de final | 2ª ronda | 1ª ronda | Clasificados | 2ª ronda de clasificación | 1ª ronda de clasificación |
| Individual masculino | 250     | 165       | 100         | 50               | 25       | 0        | 13           | 7                         | 0                         |
| Dobles masculino     | 250     | 150       | 90          | 45               | 20       | 0        | -            | -                         | -                         |

## Cabezas de serie

### Individuales masculino
| Tenista           | Ranking | Preclasificado |
| Jannik Sinner     | 14      | 1              |
| Diego Schwartzman | 15      | 2              |
| Christian Garín   | 17      | 3              |
| Roberto Bautista  | 19      | 4              |
| Reilly Opelka     | 20      | 5              |
| Álex de Miñaur    | 27      | 6              |
| Lloyd Harris      | 31      | 7              |
| Dušan Lajović     | 35      | 8              |

- Ranking del 11 de octubre de 2021.[2]

### Dobles masculino
| Tenistas                         | Ranking | Preclasificados |
| Ivan Dodig Marcelo Melo          | 33      | 1               |
| Nicolas Mahut Fabrice Martin     | 44      | 2               |
| Wesley Koolhof Jean-Julien Rojer | 52      | 3               |
| Sander Gillé Joran Vliegen       | 73      | 4               |

## Campeones

### Individual masculino
Jannik Sinner venció a  Diego Schwartzman por 6-2, 6-2

### Dobles masculino
Nicolas Mahut /  Fabrice Martin vencieron a  Wesley Koolhof /  Jean-Julien Rojer por 6-0, 6-1